# Robert Paver
Robert D. Paver (ur. 11 sierpnia 1952) – australijski wioślarz, olimpijczyk.
Reprezentował Australię na Letnich Igrzyskach Olimpijskich 1972, które odbyły się w Monachium, zajmując 8. miejsce. Po raz drugi reprezentował kraj na Letnich Igrzyskach Olimpijskich 1976 w Montrealu, gdzie zajął 5. miejsce.